# Moked
Moked (hebreu: מוקד, Focus) fou un partit polític d'Israel d'esquerra sorgit d'una escissió del Partit Comunista Israelià (Maki) quan Shmuel Mikunis, l'únic diputat que tenia, es va unir al Moviment Blau-Roig. Es presentà a les eleccions legislatives d'Israel de 1973 però només va obtenir l'1,4% dels vots i un escó per al seu cap, Meir Pa'il. Durant la sessió va canviar el seu nom pel de Moked-Per la Pau i el Canvi Socialista.
Abans de les eleccions legislatives d'Israel de 1977 es va unir al Meri, la Facció Socialista Independent i a alguns Panteres Negres per a formar el Camp d'Esquerra d'Israel, que va obtenir dos escons.